# Rieulay
Rieulay é uma comuna francesa na região administrativa de Altos da França, no departamento do Norte. Estende-se por uma área de 7.29 km². Em 2010 a comuna tinha 1 320 habitantes (densidade: 181,1 hab./km²).